# Fluor-uvite
 (février 2022).
La mise en forme du texte ne suit pas les recommandations de Wikipédia : il faut le « wikifier ».
Les points d'amélioration suivants sont les cas les plus fréquents. Le détail des points à revoir est peut-être précisé sur la page de discussion.
- Les titres sont pré-formatés par le logiciel. Ils ne sont ni en capitales, ni en gras.
- Le texte ne doit pas être écrit en capitales (les noms de famille non plus), ni en gras, ni en italique, ni en « petit »…
- Le gras n'est utilisé que pour surligner le titre de l'article dans l'introduction, une seule fois.
- L'italique est rarement utilisé : mots en langue étrangère, titres d'œuvres, noms de bateaux, etc.
- Les citations ne sont pas en italique mais en corps de texte normal. Elles sont entourées par des guillemets français : « et ».
- Les listes à puces sont à éviter, des paragraphes rédigés étant largement préférés. Les tableaux sont à réserver à la présentation de données structurées (résultats, etc.).
- Les appels de note de bas de page (petits chiffres en exposant, introduits par l'outil «  Source ») sont à placer entre la fin de phrase et le point final[comme ça].
- Les liens internes (vers d'autres articles de Wikipédia) sont à choisir avec parcimonie. Créez des liens vers des articles approfondissant le sujet. Les termes génériques sans rapport avec le sujet sont à éviter, ainsi que les répétitions de liens vers un même terme.
- Les liens externes sont à placer uniquement dans une section « Liens externes », à la fin de l'article. Ces liens sont à choisir avec parcimonie suivant les règles définies. Si un lien sert de source à l'article, son insertion dans le texte est à faire par les notes de bas de page.
- La présentation des références doit suivre les conventions bibliographiques. Il est recommandé d'utiliser les modèles {{Ouvrage}}, {{Chapitre}}, {{Article}}, {{Lien web}} et/ou {{Bibliographie}}. Le mode d'édition visuel peut mettre en forme automatiquement les références.
- Insérer une infobox (cadre d'informations à droite) n'est pas obligatoire pour parachever la mise en page.

Pour une aide détaillée, merci de consulter Aide:Wikification.
Si vous pensez que ces points ont été résolus, vous pouvez retirer ce bandeau et améliorer la mise en forme d'un autre article.
 (février 2022).
La fluor-uvite est un minéral du groupe des tourmalines de formule chimique CaMg3(Al5Mg)(Si6O18)(BO3)3(OH)3F. C'est un minerai rare que l'on trouve dans les roches métamorphiques de contact riches en calcium avec des quantités accrues de bore. L'uvite est hexagonale trigonale, ce qui signifie qu'elle a trois axes de même longueur, à 120 degrés, tous perpendiculaires à son quatrième axe qui a une longueur différente. L’uvite fait partie du groupe spatial 3m. La dureté de l'uvite a été mesurée à 7,5 sur l'échelle de dureté de Mohs. La couleur de l'uvite varie considérablement selon l'échantillon, mais est principalement vert foncé ou marron. En ce qui concerne les propriétés optiques de l'uvite, elle est uniaxe (-) et anisotrope, ce qui signifie que la vitesse de la lumière dans le minerai dépend du chemin qu'elle emprunte. Sous lumière polarisée plane, l'uvite peut être incolore et aller jusqu’à une couleur jaune pâle en présentant un faible pléochroïsme.
L'uvite a été découverte en 1929 dans la province d'Uva, au Sri Lanka, d'où son nom. 
L'uvite n'a aucune utilité, mais se trouve couramment dans les collections de spécimens minéraux. Le minerai est recherché par les collectionneurs en raison de ses couleurs prononcées, de sa structure cristalline et de ses cristaux souvent de grande taille.